# سگژا
شهر سگژا (به روسی: Сегежа) در کشور روسیه و در جمهوری کارلیا واقع شده‌است.